# Bernard Guilhem IV de Montpellier
Bernard Guilhem IV de Montpellier est le quatrième seigneur de la dynastie des Guilhem, seigneurs de cette ville. Il est mort vers 1085.  Il était le frère de Guilhem III de Montpellier.

## Biographie
Il succède à la tête de la Seigneurie à la mort de son frère Guilhem III de Montpellier vers 1068.
Après sa mort vers 1085, c'est son fils Guilhem V de Montpellier qui lui succèdera.

## Famille
Il est le fils de Guilhem II de Montpellier et de Béliarde. Il a été marié avec Ermengarde de Melgueil, la fille de Raymond Ier, comte de Melgueil, et de Béatrix du Poitou avec laquelle il eut un enfant :
- Guilhem V de Montpellier qui lui succèdera après sa mort.